# タルガット・ムサバイエフ
タルガット・アマンケルジウールィ・ムサバイエフ（カザフ語: Талғат Аманкелдіұлы Мұсабаев、1951年1月7日 - 2025年8月4日）は、カザフスタンの宇宙飛行士である。
ソビエト連邦が打ち上げた宇宙ステーション「ミール」に2回、さらに国際宇宙ステーションに1回滞在した。
カザフスタン宇宙局長、カザフスタン元老院議員を務めたことがある。
2025年8月4日死去。74歳没。

## 宇宙飛行歴
- ソユーズTM-19 - フライトエンジニア、1994年7月1日 - 同年11月4日、ミール滞在、宇宙遊泳2回
- ソユーズTM-27 - 機長、1998年1月29日 - 同年8月25日、ミール滞在、宇宙遊泳6回
- ソユーズTM-32、ソユーズTM-31（帰還時） - 機長、2001年4月28日 - 同年10月31日、国際宇宙ステーション滞在